# 澳門博彩業
澳門的博彩業，是澳门经济的傳統與重要支柱之一。1999年回歸以后，澳门是中华人民共和国领土内唯一允许合法经营赌场的地区。按《博彩法》規範，以特許經營權的方式進行管理，也因博彩業對於社會發展與進步有著至關重要的地位，政府也在利用博彩稅收的社會責任，帶動平衡各項產業使得澳門整體得以維持穩定。

## 歷史
澳門博彩業於1847年在葡萄牙的管治之下合法化，從此開始了被視為澳門兩百年傳統的各式娛樂產業。
自1851年到1863年，澳葡政府曾對博彩場所實行發牌制度，賭檔曾一度多達二百餘家。當時盧華紹開辦宜安公司，集賭場、妓院、酒館、鴉片煙窟於一體，吸引粵、港、澳高官富商前往娛樂。1930年，豪興公司以每年八十萬澳門元賭稅投得經營權，開設中國式賭博項目。到1937年高可寧、傅老榕組成泰興娛樂總公司以每年一百八十萬元賭稅投得賭權，並於新馬路的中央酒店（現新中央酒店）六樓開設賭場。至港資背景為主的霍英東、何鴻燊、葉漢、葉德利合組的財團澳門旅遊娛樂有限公司（STDM，简称澳娱，現在的澳門博彩股份有限公司為其子公司）於1961年10月投得賭權並由此壟斷控制逾四十年。首家賭場為新花園娛樂場。
澳門回歸後，澳門特別行政區政府打破博彩業壟斷局面，不再發出博彩專營權，2000年7月澳門特區政府成立博彩委員會，完成制定《娛樂場幸運博彩經營法律制度》，俗稱博彩法，規定只發出最多三個賭牌，訂定由方式、經營處、競投方式到溢價金、稅務制度等。
七人組成博彩小組於2002年一月底批出三家加權評分最高的公司：除「澳博」外，包括來自美國的拉斯維加斯金沙和銀河娛樂場公司（呂志和）合組的財團 及 永利渡假村，年期分別至2020年4月及2022年6月。
2002年，政府改為向三家公司發出博彩經營權牌照（即「正牌」），分別是澳門博彩股份有限公司、永利渡假村(澳門)股份有限公司（簡稱：永利）和銀河娛樂場股份有限公司（銀河集團現持有永利渡假村不到5%的股份）。
之後，當澳門政府與銀娛簽約時，銀娛聲稱與其合作夥伴金沙意見不合，經談判後，澳門政府終准許銀娛分把賭牌分拆予金沙，兩家分道揚鑣。其他兩賭牌公司澳博及永利亦要求分拆，美高梅投得澳博旗下副賭牌，新濠博亞投得永利旗下副賭牌，最終澳門政府准予賭牌以「轉批給」的方式分拆，令賭牌總數三變六（三正三副）。
2004年5月18日，首家非澳博旗下的賭場，位於新口岸漁人碼頭旁的金沙娛樂場開始營業。
2006年，澳門賭場總營業額已超越美國拉斯維加斯，成為全球第一賭城，繁榮的經濟下，大型博彩業建築物相繼建成，形成「一條街，就一間」的風格。
2013年的賭博收入創歷史新高，达到3607.5億元澳門元，較2012年成長18.6%。但此后三年接连下降，2016年博彩收入仅为2232.1億澳門元。2017~2018年呈现恢复趋势，年增长分别为19.1%和14%，2018年澳门的賭博收入为3028.46億澳門元。
2021年9月15日，澳門博監局發佈修改《娛樂場幸運博彩經營法律制度》諮詢文本，內容包括賭場引入政府代表、增加澳門居民持股比例、公司向股東分配利潤時需要獲得政府許可等多項要求。尤其是6張特許經營牌照部分，美國博彩入股澳門的公司大概近一半，等於掌握了近兩個半的博彩經濟支柱，故經濟安全方面特別敏感，而單一業者的經營時間太長，也被認為不利於競爭流動與產業創新。
修订后的《博彩法》，经营娱乐场幸运博彩的批给数量最多为6個，自此賭牌三正三副的歷史正式結束，不過對爆發式發展的衛星賭場與仲介，增訂詳細規範促進健康發展。与此同时，得標後的業主批给期限不得多于十年，在例外情况下可延长最多三年。另方面由於國際賭場雨後春筍出現的競爭，為留住財源與客人，也修訂了較佳的稅率，以提高本地賭業的旅遊優勢。
2022年6月22日，《娛樂場幸運博彩經營法律制度》（第7/2022號法律）頒布實施，規定本身無賭牌，但與持牌博彩公司合作經營的“衛星場”的三年“過渡期”將於2025年12月31日屆滿。擁有“衛星場”的三間博彩承批公司出於商業考慮，決定於“過渡期”屆滿前結束全部十一間“衛星場”的經營，當中屬澳娛管理的十六浦娛樂場和凱旋門娛樂場有可能轉為“直營場”。另外，由摩卡娛樂經營的7間角子機場中有3間也會在2025年12月結業。
2025年7月30日，澳娛綜合旗下的君怡娛樂場結束營運，成為2025年首間停運的衛星賭場。

### 歷年博彩毛收入
| 年份   | 博彩毛收入(百萬澳門元) |
| ------ | ---------------------- |
| 2003年 | 28,673                 |
| 2004年 | 41,377                 |
| 2005年 | 46,046                 |
| 2006年 | 56,624                 |
| 2007年 | 83,022                 |
| 2008年 | 108,772                |
| 2009年 | 119,369                |
| 2010年 | 188,345                |
| 2011年 | 267,868                |
| 2012年 | 304,138                |
| 2013年 | 360,748                |
| 2014年 | 351,520                |
| 2015年 | 230,840                |
| 2016年 | 223,211                |
| 2017年 | 265,743                |
| 2018年 | 302,846                |
| 2019年 | 292,455                |
| 2020年 | 60,441                 |
| 2021年 | 86,863                 |
| 2022年 | 42,199                 |
| 2023年 | 183,059                |
| 2024年 | 227,418                |

## 博彩業相關政策
澳門政府實施了詳盡的法律，以確保“娛樂場幸運博彩之適當經營及操作”。《娛樂場幸運博彩經營法律制度》裡有詳細的表列內容。
澳門政府內設立博彩監察協調局，以確保博彩服務的質素，以及對公眾的投訴迅速作出回應。博彩監察協調局是對各種博彩活動的主要監管機構。在幸運博彩經營法律制度下，經營彩票銷售、幸運抽獎或類似的活動，需要取得博彩監察協調局的允許，並且需要在申請舉辦此等活動之前至少十天向相關的政府部門發出通知。
另外，從1931年開始，據《政府公報》724號訓令所示：任何文、武職員禁止進入賭博場地，但執行公務時或按照習俗進入則不受限。澳門公務員現除春節三天（農曆年初一至年初三）假期外，平日均不能踏足賭場。
2022年1月14日，澳門政府宣佈對《博彩法》進行修訂，列明最多批給六個賭場經營牌照，牌照期限不得多於十年，例外情況下最多可延長三年。與此同時，承批公司的資本門檻提升至澳門元五十億元。2022年6月22日，澳門立法會全體表決通過修訂案。

### 博彩税
一般认为，澳門博彩稅大致为博彩毛收入的39%，其設計包括政府税收和两项社会责任支出。其具体构成为：
1. 博彩特別稅之稅率為35%；
2. 每年撥出不超過其博彩經營毛收入2%之款項予一個以促進、發展或研究文化、社會、經濟、教育、科學、學術及慈善活動為宗旨之公共基金會；
3.每年撥出不超過其博彩經營毛收入3%之款項，用以發展城市建設、推廣旅遊及提供社會保障。

## 博彩項目

### 賭場
澳門現有31間娛樂場（賭場），大部分集中在澳門新口岸，即在港澳碼頭─友誼大馬路─葡京酒店沿線一帶，小部份在氹仔的大酒店內；當中以威尼斯人娛樂場規模最大、君怡娛樂場規模最小。它們全部在政府的特許，以及共同的規章下經營。
澳門准許開設中西式幸運博彩項目共28項，包括：三公百家樂*、百家樂（細分：貴賓百家樂、百家樂、迷你百家樂）*、“鐵路”百家樂、萬家樂*、廿一點*、廿五門、花旗骰*、骰寶*、十二號碼、番攤*、十一支/十二張牌博彩、娛樂場之戰*、十三張撲克、麻雀、麻雀百家樂、麻雀牌九*、小牌九、彈子機、牌九*、魚蝦蟹骰寶*、富貴三公*、五張牌撲克、足球紙牌、Q撲克*、幸運輪*、輪盤*、聯獎撲克（加勒比海撲克）*、九家樂、臺灣牌九、擲牛和老虎機等（有*者為現有開辦項目）。最受歡迎的顯然是百家樂。貴賓廳的百家樂項目於2005年的毛收入佔該年博彩總收入達61.8%。
以下是2005年統計賭場主要收入博彩項目：
- 「貴賓百家樂」（毛收入280.23億元）
- 「百家樂」（毛收入96.48億元）
- 「迷你百家樂」（毛收入5.04億元）
- 「三公百家樂」（毛收入2.5億元）
- 「廿一點」（毛收入14.18億元）
- 「骰寶」（毛收入14.84億元）
- 「老虎機」（毛收入15.14億元）
- 「魚蝦蟹」（毛收入10.26億元）
- 「輪盤」（毛收入1.81億元）

### 體育博彩
俗稱賭波。澳門彩票有限公司於1998年6月世界盃前獲批准經營足球博彩，為當時唯一亞洲合法經營足球博彩的公司，至2000年推出籃球博彩；據博彩監察協調局統計資料顯示：2005年「足球博彩」有3億2300萬元毛利收入，同比下跌24.7%；「籃球博彩」只有4300萬元。

### 即發彩票
1984年12月推出之即發彩票，1986年又推出即發六合彩。即發六合彩推出初期曾在澳門本土流行，彩票公司在澳門的大街小巷設立數十個一人售賣亭售賣，並在电视播出廣告，吸引不少居民投注；但始終還是賭博之一，且在當時經濟條件並不能引起澳門居民的大規模投入；至1990年底，即發彩票公司推出銀寶即發彩票取代即發六合彩，並只在往來香港至澳門的航班上銷售，由2002年7月13日開始，只在澳門彩票有限公司旗下各現金投注中心售賣。

### 中式彩票
是澳門一項歷史特色的博彩項目，以白鴿票為歷史最悠久，在1950年代至60年代曾盛行，1965年4月3日起至今由榮興彩票有限公司經營。彩票以《千字文》開首80字，投注者在彩票上選十個字，每次攪珠抽出20個贏彩字。1990年12月起從人手攪珠形式改由電腦系統控制開彩，門面改裝為寫有「電腦白鴿票」的燈箱，而投注到開彩過程均由電腦控制，目前每日大約進行48場攪珠，每隔15分鐘開彩一次，每場最高可贏30萬澳門元。
| 投注瓣數 | 意思                                                                          |
| --- | ----------------------------------------------------------------------------- |
| 普通獎 | 揀選4-6個或11-15個號碼作投注                                                  |
| 大獎 | 揀選7-10個號碼作投注                                                          |
| 大 | 選一場攪珠結果中出現11個或以上編號為「41」至「80」的號碼球作投注              |
| 中 | 選一場攪珠結果中出現編號為「1」至「40」及「41」至「80」的號碼球各佔10個作投注 |
| 小 | 選一場攪珠結果中出現11個或以上編號為「1」至「40」的號碼球作投注               |
| 「普通獎」和「大獎」每注最低投注額均為$10， 而「普通獎」複式每注最低投注額為$5； 「大」、「中」、「小」 每注最低投注額為$20並設有過關投注。 |                                                                               |

| 普通獎派彩 (每注$10計) | 圈選號碼數       | 圈選號碼數       | 圈選號碼數        | 圈選號碼數        | 圈選號碼數        | 圈選號碼數        | 圈選號碼數        | 圈選號碼數        |
| 普通獎派彩 (每注$10計) | 4個號碼          | 5個號碼          | 6個號碼           | 11個號碼          | 12個號碼          | 13個號碼          | 14個號碼          | 15個號碼          |
| --- | ---------------- | ---------------- | ----------------- | ----------------- | ----------------- | ----------------- | ----------------- | ----------------- |
| 中2個號碼 | $10              | -                | -                 | -                 | -                 | -                 | -                 | -                 |
| 中3個號碼 | $50              | $20              | $10               | -                 | -                 | -                 | -                 | -                 |
| 中4個號碼 | $1000            | $200             | $50               | -                 | -                 | -                 | -                 | -                 |
| 中5個號碼 | -                | $5000            | $700              | $10               | $10               | -                 | -                 | -                 |
| 中6個號碼 | -                | -                | $20000            | $80               | $30               | $30               | $20               | $10               |
| 中7個號碼 | -                | -                | -                 | $400              | $250              | $150              | $80               | $40               |
| 中8個號碼 | -                | -                | -                 | $4000             | $1500             | $750              | $300              | $200              |
| 中9個號碼 | -                | -                | -                 | $64000            | $12000            | $5000             | $2000             | $1000             |
| 中10個號碼 | -                | -                | -                 | $200000           | $180000           | $50000            | $25000            | $10000            |
| 中11個號碼 | -                | -                | -                 | $240000           | $220000           | $200000           | $150000           | $100000           |
| 中12個號碼 | -                | -                | -                 | -                 | $260000           | $240000           | $220000           | $180000           |
| 中13個號碼 | -                | -                | -                 | -                 | -                 | $280000           | $260000           | $240000           |
| 中14個號碼 | -                | -                | -                 | -                 | -                 | -                 | $300000           | $280000           |
| 中15個號碼 | -                | -                | -                 | -                 | -                 | -                 | -                 | $300000           |
| 大獎派彩 (每注$10計) | 圈選號碼數       | 圈選號碼數       | 圈選號碼數        | 圈選號碼數        | 圈選號碼數        | 圈選號碼數        | 圈選號碼數        | 圈選號碼數        |
| 大獎派彩 (每注$10計) | 7個號碼          | 7個號碼          | 8個號碼           | 8個號碼           | 9個號碼           | 9個號碼           | 10個號碼          | 10個號碼          |
| 中4個號碼 | $20              | $20              | $10               | $10               | $10               | $10               | -                 | -                 |
| 中5個號碼 | $180             | $180             | $80               | $80               | $30               | $30               | $20               | $20               |
| 中6個號碼 | $2000            | $2000            | $500              | $500              | $200              | $200              | $100              | $100              |
| 中7個號碼 | $75000 +累積大獎 | $75000 +累積大獎 | $12000            | $12000            | $2000             | $2000             | $800              | $800              |
| 中8個號碼 | -                | -                | $180000 +累積大獎 | $180000 +累積大獎 | $40000            | $40000            | $1000             | $1000             |
| 中9個號碼 | -                | -                | -                 | -                 | $200000 +累積大獎 | $200000 +累積大獎 | $180000           | $180000           |
| 中10個號碼 | -                | -                | -                 | -                 | -                 | -                 | $220000 +累積大獎 | $220000 +累積大獎 |
| 「累積大獎」由最低金額$2000起累積，在每場售出的每注「大獎」投注中抽出15%加以累積。 投注瓣數「大」和「小」賠率為1賠2；「中」賠率為1賠4。 |                  |                  |                   |                   |                   |                   |                   |                   |

## 已消失的博彩項目

### 賽馬
1842年-1844年曾舉辦港澳每年一度賽馬。及後1924年澳門萬國賽馬體育會獲得賽馬專營權後，於1927年在興建好的黑沙環賽馬場（即現時的黑沙環馬場海邊馬路，1980年代末前仍留有初型），至1941年因戰事結束，黑沙環賽馬場因而荒廢。
由葉漢於1977年獲得專營權，在氹仔興建澳門賽馬車場，1980年9月6日開幕起經營，因為長年虧蝕於1988年1月30日舉辦最後一場賽事；1989年1月曾有台資公司成立澳門賽馬會並於同年9月舉辦賽事，後於12月14日電腦房被封而不能舉辦賽事，同年年底賽馬會被澳門娛樂有限公司收購至翌年重新開賽。澳門賽馬會鼎盛時期聘請約1,400個雇員以及約1,100個兼職人員，是當時澳門最大的私人僱主之一。
賽馬在位於氹仔島上的澳門賽馬會比賽。逢周五和周六（或周日）為賽馬日。賽馬會開放給觀眾一個擁有18,000個座位、面積450,000平方米的場地入場投注（只開放給滿18歲人士）。公眾席入場費為澳門幣20圓（可用於投注）。賽馬投注方法包括（劃線為目前沒有經營的投注種類）：獨贏、位置、連贏、位置Q、科卡士、孖Q、三重彩、四重彩、孖寶（投注香港賽事除外）、三寶（只接受投注香港賽事）、三合彩(單T)、孖T、三T、六環彩或過關投注。
因經營困難，2024年4月1日起澳門政府解除澳門賽馬會專營合約，澳門賽馬會同時終止運作，澳門的賽馬活動亦從此結束。
| 年度  | 入場者人數 | 總營業額（澳門幣） |
| 89/90 | 268,561    | 462,642,000        |
| 90/91 | 305,957    | 637,308,000        |
| 91/92 | 349,845    | 979,940,000        |
| 92/93 | 353,730    | 1,296,616,000      |
| 93/94 | 324,953    | 1,296,133,000      |
| 94/95 | 367,185    | 1,521,334,000      |
| 95/96 | 376,487    | 2,285,331,000      |
| 96/97 | 352,440    | 2,635,168,000      |
| 97/98 | 369,957    | 3,421,173,000      |
| 98/99 | 325,444    | 3,576,040,000      |
| 99/00 | 306,319    | 3,567,430,000      |
| 00/01 | 284,569    | 4,019,742,000      |
| 01/02 | 330,298    | 3,263,321,000      |
| 02/03 | 308,168    | 3,297,540,000      |
| 03/04 | 369,792    | 9,089,238,000      |
| 04/05 | 324,291    | 4,192,919,000      |

參與賽馬博彩的人士可以於澳門賽馬會會場內進行投注，也可以透過電話或各個場外投注站進行投注。據博彩監察協調局統計資料顯示：澳門賽馬2005年有6億3600萬元毛收入，同比下跌59.38%。

### 賽狗
澳門賽狗最初是在1932年由港澳商人合辦，經營模式和部份器材皆由當時上海兩個賽狗場引進來的，1942年至1963年曾停辦；1963年9月28日起由逸園賽狗會經營（何賢任當年董事長），以後為何鴻燊之集團名下。以來自澳洲以專供狩獵用灰狗（即「格力狗」）比賽，每周五天於澳門北區的逸園賽狗場進行，每晚進行18場比賽，賽事分350碼、510碼和550碼的中短途賽事。首場賽事於晚上7:30開始，每場賽事有6至8隻格力狗穿上不同顏色戰衣出賽。公眾席入場費為澳門幣10圓（可用於投注）。包廂價錢為澳門幣80圓（星期一至星期四）或澳門幣120圓（星期五至星期日及公眾假期）另加每人最低消費30圓。場內設有酒吧、小食部及餐廳。參與博彩的人士可於賽狗會內進行投注，也可以於各場外投注站進行投注。賽狗投注方法包括：獨贏、位置、連贏、三重彩、三合彩(單T) 、孖Q、孖T、單雙（一場賽事前三名狗隻號碼之和）或過關投注。賽狗吸納不少中国旅行團，曾經是中國旅行團必定參觀的一個觀光行程。跟賽馬一樣，澳門三份報紙與少部分香港報紙皆刊有「狗經」，提供往狗隻詳細資料與往績、預測貼士等資訊；一直提供電台直播（綠邨電台AM），1992-1997年在澳廣視中文台提供賽事直播，並在香港有線電視19台與新經營之綠邨電台及網上直播賽事。
據博彩監察協調局統計資料顯示：2005年澳門賽狗只錄得6700萬元毛收入，較去年下跌20.23%。至2018年時，逸園成為亞洲的最後一個合法賽狗場。2018年7月21日，澳門政府收回逸園賽狗場土地，賽狗歷史正式完結。

### 賽馬車
賽馬車運動由葉漢向澳葡政府申請引入。1980年9月6日，澳門賽馬車場開幕，當時標榜賽馬車運動為亞洲首創，但未受歡迎，後來賽事投注每況愈下令經營出現困難，最後於1988年停辦。之後賽馬車場被朕偉集團收購，並改造成平地賽馬場。朕偉集團接手經營澳門賽馬車會，改註冊成立澳門賽馬有限公司，獲批准澳門賽馬專營權。

### 回力球
由1971年8月7日成立之澳門回力球企業有限公司經營，回力球場於1975年1月落成，投資6000萬圓，場地總面積五萬多平方米，有座位5000個，同年6月15日舉辦首場賽事；球賽分單、雙打及淘汰賽。每晚開賽，周末周日更有日賽。入場費一圓，並設有六人廂座等。因長年虧蝕，回力球場於1990年7月結束營業，現為娛樂場。回力場現址將與新八佰伴於2007年一起改建為綜合旅遊娛樂購物中心海洋之神（Oceanous）。

### 舖票
為中式彩票之一，亦稱「籤舖票」1850年代已開始流行；舖票跟山票、白鴿票一樣，皆為選字博彩方式。但鋪票衹任人猜買10個字，每月開彩6次；鋪票可分“單榜”和“聯榜”，單榜投注額分別為10元、5元、3元、2元及1元，每場限售1000票，不足則由票商補足。聯榜投注額則為5元、1元和5角，不限票數。因彩金不高，開彩時間長，刺激性不大，於1985年1月，舖票受市場淘汰而終告結束。

### 山票
澳門興起的彩票之一，彩票以幼學千字文初段120個中文字，任人投買其中的15字，每條票收銀一毫五仙，每月定期開票三次，另設帶家代理向居民收票匯交總局。由於中獎機會少、獎金不高，開彩時間長，逐漸被淘汰。

### 鏡湖醫院特別彩票
1926年澳葡政府核准鏡湖醫院發行彩票，以籌款建築醫所別室和增加經費來源。

### 賽車獎券
1956年曾批准汽車比賽委員會發行第三屆澳門格蘭披治大賽車獎券。

## 澳門博彩中介
澳門博彩中介，一般具有澳門政府正規牌照，在澳門提供全方位服務的澳門博彩娛樂的中介功能，推介澳門賭場貴賓廳（又叫賭廳），爲赴澳博彩人士提供包括交通、住宿、餐飲、娛樂消遣等各種便利，而收取由賭場支付的傭金或其它報酬作爲回報。
2021年，澳門博彩中介業按市佔率排名共有以下6大集團：
| 澳門博彩中介 | 負責人                   | 備註 |
| 太陽城集團   | 周焯華（綽號「洗米華」） | 2021年11月27日，周焯華被捕。12月2日，周辭任主席，旗下貴賓廳全停業。                                                                       |
| 德晉集團     | 陳榮煉（安以軒之夫）     | 2022年1月28日，陳榮煉被捕。01月31日，陳辭任澳門勵俊主席，旗下德晉在澳門貴賓廳已於2021年年底前被澳門五大上市博企（除澳娛外）要求暫停合作。 |
| 廣東集團     | 張治太                   | |
| 鉅星集團     | 彭岳熙                   | |
| 黃金集團     | 朱李月華                 | |
| 恒升集團     | 紀曉波                   | |

## 博彩業與社會
在博彩業被明確規範化以前，過去一些人認為部分博彩業光鮮外表下也有藏污納垢，聲稱對於澳門社會可能是弊大於利；對於澳門政府而言，由賭場利益引致高罪案率是必須面對的大問題之一。在澳門的博彩業開始發展的同時，衍生出「沓（音踏）碼」行業，並由不同的三合會組織營運。「沓碼」是黑社會參與澳門博彩業的其中一種形式。擔任沓碼的人會向顧客出售「泥碼」──一種不能在賭場換取現金，只能向與三合會有聯繫的「沓碼仔」進行交易的籌碼，沓碼制度也是賭場治安敗壞的原因之一。
1995年至主權移交前，黑社會參與澳門博彩業的行徑一度對社會帶來嚴重衝擊。據當時坊間與香港雜誌稱主要原因是來自香港之黑社會十四K等與澳門本地之黑社會之間為爭奪澳門各賭廳龐大利益並各不相讓所致，1995年開始香港黑社會頭目尹國駒（綽號「崩牙駒」）高調回澳門並自我宣傳，當時他商人身份自居，例如成立以慈善為名義之國力集團、高調在香港傳媒前炫耀奢華生活，在其集團主辦的劉德華慈善演唱會上即興上台歌聲高歌、接受美国《時代》雜誌與《新聞周刊》訪問並公開承認自己為江湖人物，意氣一時無兩，終引發澳門幫派聯合與其鬥爭。
在1997-1998年競爭白熱化之時，小至在賭場外散落大批子彈，嚴重至發生多宗在市中心以摩托車代步之殺手對私家車、甚至巴士向目標人物以手枪連槍擊斃，還有涉及記者（1998年9月連勝馬路連環爆炸事件）甚至平民受傷的炸彈爆炸案，焚燒小型摩托車（綿羊仔）、涉及禁錮賭客等事件更不計其數，當時市民不敢夜遊，夜晚街上異常冷清，有市民自購避彈衣傍身，亦因這些負面新闻被國際媒體廣泛報道，引致澳門其他行業環境更為惡劣；1998年任達華主演之《濠江風雲》就是尹國駒自資投資的自傳式电影。
1997年5月4日下午5時10分左右，尹國駒手下石永祥與兩手下駕車至南灣街近八角亭交通燈處時遭駕綿羊仔鎗手以兩鎗九彈近距離擊斃；同月博彩監察司司長布里路遭槍手伏擊，臉部中槍卻僥倖不死，並引起中國大陸領導人注意，澳門司警決定整肅黑幫分子；1998年5月1日，時任司法警察司司長白德安在松山健康徑跑步時，其座駕在附近被炸，當天晚上尹國駒即在葡京酒店內被司警拘捕；1999年4月27日出庭審訊，並力邀不少公務人員和布里路出庭指證；1999年11月23日下午法官宣判尹國駒參與黑社會、放高利貸、洗黑錢、擁有軍火、非法賭博等罪名成立，入獄15年，期間曾上訴但被駁回，尹入獄時已年逾花甲；其後一兩年亦有後續的搜查行動，有消息指其黨羽已轉戰至上海地下賭場。
治安與賭場規範情況在回歸後雖已有改善，然涉及賭客與沓碼的問題在初步壓制後，依然沒有被完全根除，現在賭客因為不能還清高利貨而被禁錮的事情時有發生。而澳門的三合會組織伴隨著興旺的賭業發展得非常強大，以致於人們有牽涉至其中的困難時，多傾向直接向組織談判或解決，而不會尋求警察協助。有傳言指澳門政府為壓制黑社會氣焰，默許內地公安在澳門以司警名義執法，並把疑人押回內地調查。
在2006年1月18日公佈的數字顯示：與博彩相關罪案上升最明顯，由2003年的414宗，2004年上升至823宗（有近半倍升幅），2005年錄得1093宗（近半倍升幅）。高利貨案件也有上升趨勢。另包括綁架、勒索及禁錮等嚴重暴力犯罪案件在過去兩年呈下降趨勢，但這只是司法警察局接到接報的統計數字，沒有報案而暗中解決或其他的更不計其數。
就業情況亦是政府必須面對的社會問題。由於博彩業需要大量人力資源，故各賭場對人力需求甚殷。澳門財政司司長譚伯源表示不會引入外勞庄荷，以保持本地人的就業機會。不過普遍市民均認為，這項政策並未能維持本地人員的就業機會。統計暨普查局公佈今年第二季博彩業人力資源需求調查結果（調查範圍不包括博彩中介人及博彩中介人合作人），至2007年第二季，就業人口主要集中在文娛博彩及其他服務業（23.0%）、批發及零售業（12.8%）、建築業（12.3%）和酒店及飲食業（11.0%）。這個反映澳門在博彩業行業的影響下，許多人都熱衷於投身博彩業，人力市場亦出現漸失去平衡的情況。另根據最新一期（2007年7月至9月）就業調查結果顯示澳門總勞動人口估計為31.75萬人，就業人口達30.77萬人，外勞人數達79,753人，反映出外勞佔的比重大，政府政策未必能如實確保本地人員的就業機會。

## 對經濟的影響
號稱「東方蒙地卡羅」的澳門，其經濟很大程度上依賴博彩業。現時博彩業收益佔澳門本地生產總值逾四成。自1960年代起，澳葡政府稅收半數來自博彩業。這個比率直至1990年代末仍保持穩定。1998年，政府收入44.5%源於博彩稅；1999年此比率下降了9.1%。
澳門回歸後，特區政府藉向其他公司發出博彩業牌照，打破澳門旅遊娛樂有限公司在這行業的壟斷局面。2002年，政府向兩家公司發出了博彩經營權牌照，分別是永利度假村（澳門）股份有限公司和銀河娛樂場股份有限公司。此舉開啟博彩業競爭局面，並大大提升政府稅收。此舉亦吸引更多旅客來澳門。
據博彩監察協調局統計資料顯示：賭場的「幸運博彩」於2005年的毛收入有四百四十七億二千五百萬元，較2004年增幅11.29%。而現時澳門持牌已營運的三家賭業集團中，美資威尼斯人公司的金沙賭場在2005年呈最大增長，相對於2004年增幅達1.45倍之多，接著是銀河公司亦有約三成增幅，澳博則沒有明顯增長。
各行各業在博彩業的帶動下有所增長，根據統計暨普查局資料顯示，2007年第三季新組成公司共有八百七十五間，資本額合計為一點七五億澳門元，較去年同期分別上升10.2%及40%。新組成公司經營的行業主要集中在批發及零售業，共有二百六十二間，其次是工商輔助服務業，有一百八十一間，而經營建築業和不動產業務的分別有一百五十三間及八十三間。對比起2001年第四季，賭權尚未開放之時，澳門新組成公司只有二百七十間，這樣反映出各行業在博彩業之帶動下有所增長，吸引許多投資者紛紛來澳投資。
不過澳門的博彩業亦是澳門經濟的一個不穩定因素，因為博彩業雖說分一部份利潤做社會責任投資，並不能促進城市技術發展或生產力增長。澳門博彩業的發展仍依賴於亞洲週邊經濟體的繁榮，特別是中國大陸和東南亞等國。由此，中共中央、國務院早在十一五規劃中便提出促進澳門經濟「適度多元發展」，以扭轉博彩業「一業獨大」的問題（實際上澳門回歸前便已有諸多要求適度多元化的討論）。
2020年，在新型冠狀病毒疫情肆虐下，澳門政府宣佈關閉賭場15日，社會對政府對疫情處理手法反應正面。但當時信貸評級機構惠譽評估賭場關閉損失約15億美元。對澳門整體經濟衝擊甚大，而2022年六間博企賭牌將到期，前景並不明朗。2022年7月11日至18日，澳门暂时封闭赌场。不過2022年11月隨著疫後復甦，加大重視開發國際旅客，6張牌照獲得7家競標，特區的第一次續約也隨之圓滿完成，所得執照有效期改為十年一換，到期或亦可申辦先延長三年。